# احمد عبدالمالک
احمد عبدالمالک (انگلیسی: Ahmed Abdul-Malik; ۳۰ ژانویهٔ ۱۹۲۷ – ۲ اکتبر ۱۹۹۳) نوازنده ی کنترباس و عود اهل ایالات متحده آمریکا بود. او به خاطر تلفیق عناصر موسیقی خاورمیانه و آفریقا با موسیقی جاز شناخته می شود.